# Jan Marek Marci
Jan Marek Marci (in latino Johannes Marcus Marci; Lanškroun, 13 giugno 1595 – 10 aprile 1667) è stato un medico ed erudito ceco.

## Biografia
Marci nacque a Lanškroun, vicino al confine tra le regioni storiche della Boemia e della Moravia (oggi parti della Repubblica Ceca). Studiò con Athanasius Kircher, e trascorse gran parte della sua carriera come professore dell'Università Carolina di Praga, dove prestò servizio otto volte come preside della scuola di medicina e una volta come rettore nel 1662.
Fu anche medico personale degli imperatori Ferdinando III e Leopoldo I, e si distinse nella difesa di Praga contro gli eserciti svedesi nel 1648. Nell'ottobre 1654 gli fu dato il titolo nobiliare (falckrabě) "de Kronland" (anagramma di "Landskron", nome tedesco della città di Lanškroun). Nel 1667 fu eletto membro della Royal Society. Entrò nell'ordine dei gesuiti poco prima della sua morte.

### Produzione
Gli studi di Marci si orientarono principalmente alla meccanica degli urti, all'epilessia ed alla rifrazione della luce. Essendo venuto in possesso del manoscritto Voynich e non riuscendo a tradurlo, chiese all'amico gesuita Athanasius Kircher di aiutarlo nella traduzione, con una lettera conservata con il manoscritto Voynich e datata 19 agosto 1666 (forse 1665 corretto in sovrascrittura).

### Riconoscimenti
Il cratere lunare Marci è a lui intitolato. Gli è stato inoltre dedicato anche l'asteroide 3791 Marci.

## Opere
- Idearum operaticum idea (1636)
- De proportione motus seu regula sphygmica (1639)
- Thaumantias. Liber de arcu coelesti deque collorum apparentium natura ortu et causis (1648)
- Dissertatio de natura iridis (1650)
- De longitudine seu differentia inter duos meridianos (1650)
- Labyrinthus, in quo via ad circuli quadraturam pluribus modis exhibetur (1654)
- Philosophia vetus restituta (1662)
- Othosophia seu philosophia impulsus universalis (1683)